# Papa-Capim
Papa-Capim é um personagem de quadrinhos criado por Maurício de Sousa, protagonista da Turma do Papa-Capim. Com um nome inspirado no pássaro Papa-capim-capuchinho, é um jovem nativo brasileiro - um "curumim", no termo tupi-guarani, frequentemente usado - que reside na Floresta Amazônica. Tem um amigo chamado Cafuné e a namorada Jurema. Usa uma tanga vermelha, é do signo de Câncer, gosta de caçar e pescar, e cultiva as lendas e a cultura dos índios. Luta pela preservação da floresta, combatendo desmatadores e caçadores ilegais, e defendendo-a das queimadas, das fábricas, dos pastos e protegendo o planeta do aquecimento global. 
Foi criado em 1960, aparecendo em O Diário Juvenil, jornal tablóide de oito páginas em preto e branco. Em 8 de setembro de 1963, ele apareceu também no número 1 do suplemento colorido "Folhinha". No começo dos anos 70, Papa-Capim e seus amigos tinham um bom espaço nos jornais, mas nos gibis apareciam pouco.

Em novembro de 2011, durante o Festival Internacional de Quadrinhos realizado em Belo Horizonte, Sidney Gusman anunciou quem em 2012, seria lançada a linha "Graphic MSP", uma série de graphic novels, diferente dos álbuns da série MSP 50, as graphic novels trazem histórias fechadas contendo 72 páginas.
Em abril de 2016, foi lançada a Graphic MSP Papa-Capim: Noite Branca, escrita por Marcela Godoy e ilustrada por Renato Guedes, o álbum incluí trechos do poema indianista I-Juca-Pirama de Gonçalves Dias, nos extras Godoy afirma que utilizo os estudos do antropólogo Luís da Câmara Cascudo.